# CP Водолея
CP Водолея (лат. CP Aquarii) — одиночная переменная звезда в созвездии Водолея на расстоянии (вычисленном из значения параллакса) приблизительно 4163 световых лет (около 1276 парсеков) от Солнца. Видимая звёздная величина звезды — от +12,4m до +11,03m.

## Характеристики
CP Водолея — жёлто-белая пульсирующая переменная звезда типа RR Лиры (RRAB) спектрального класса A7-F5 или F0. Эффективная температура — около 7118 К.